# Cơ nhai
Có tổng cộng bốn cơ nhai (musculi masticatorii) cổ điển. Trong quá trình nhai, ba cơ nhai chịu trách nhiệm về động tác khép hàm (ngậm), và một cơ nhai (cơ chân bướm ngoài) thực hiện động tác giạng hàm (há). Cả bốn cơ đều  thực hiện động tác di chuyển hàm sang hai bên. Một số cơ bám vào xương móng, chẳng hạn như cơ hàm móng, cũng thực hiện động tác giạng hàm cùng cơ chân bướm ngoài.

## Cấu trúc
Sau đây là các cơ nhai:
- Cơ cắn (đầu nông và đầu sâu)
- Cơ thái dương (một số tài liệu coi cơ bướm hàm là một phần của cơ thái dương)
- Cơ chân bướm trong
- Cơ chân bướm ngoài

Ở người, xương hàm dưới khớp với xương thái dương của hộp sọ nhờ khớp thái dương hàm. Đây là một khớp cực kỳ phức tạp, thực hiện chuyển động trên mọi hướng. Các cơ nhai có nguyên ủy từ xương sọ và bám tận vào xương hàm, thực hiện các chuyển động hàm khi co cơ.

### Chi phối thần kinh
Không giống như hầu hết các cơ mặt khác do thần kinh mặt (dây VII), cơ nhai do nhánh hàm dưới của thần kinh sinh ba (dây V3) chi phối. Thần kinh hàm dưới vừa là dây cảm giác, vừa là dây vận động.

## Chức năng
Xương hàm là xương duy nhất di chuyển trong quá trình nhai và một số hành động khác như nói, nhờ có các cơ nhai.

## Ý nghĩa lâm sàng
- Rối loạn khớp thái dương hàm
- Thói nghiến răng